# サンフアン (マニラ首都圏)
サンフアン（San Juan）はフィリピンのメトロ・マニラ内の都市である。フィリピンの都市の中では面積が最小である。2010年時点での人口は121,430人である。
1896年、カティプナンによるフィリピン独立革命における最初の戦闘地になった。

## 語源
サンファン（San Juan）はSan Juan del Monteの短縮形であり、これは洗礼者ヨハネにちなんだ名前である。

## 地理
北と東はケソン市と接しており、南はマンダルーヨン市、西はマニラ市とそれぞれ接している。

## 交通
ジプニーやバスが交通の主体である。マニラ・ライトレール・トランジット・システムのMRT-2線が通っているが、市内の駅はJ.ルイス駅のみである。主要な道路の一つであるen:C-3が市内を通っており、これによりカロオカン、ナヴォタス、ケソン、マンダルーヨン、マカティ、パサイと結ばれている。

## 姉妹都市

### 国内
- ダバオ市[6]

### 国際
- サンフアン（アメリカ合衆国 プエルトリコ自治連邦区）
- ホノルル（アメリカ合衆国 ハワイ州）
- サンタバーバラ（アメリカ合衆国 カリフォルニア州）